# Liviu Băjenaru
Liviu Dorin Băjenaru (Bucarest, 6 maggio 1983) è un calciatore rumeno, centrocampista svincolato.